# Ciudad Valles (kommun)
Ciudad Valles är en kommun i Mexiko.   Den ligger i delstaten San Luis Potosí, i den centrala delen av landet, 290 km norr om huvudstaden Mexico City.
Följande samhällen finns i Ciudad Valles:
- Ciudad Valles
- Ampliación la Hincada
- La Lima
- Nuevo Crucitas
- El Ojite
- Zocohuite
- El Abra
- Tantóbal
- Ejido la Hincada
- Rancho Nuevo
- La Calera
- Colonia Citlalmina
- El Maguey
- Ejido el Lobo
- Las Fincas
- El Sidral
- Ejido las Canoas
- Rancho Nuevo
- El Cuiche
- Camillas
- La Antigua
- La Pitaya
- El Choyoso
- Colonia Palma Sola
- Estación Micos
- Ejido la Marina
- La Escondida
- Fraccionamiento Misión de San Miguel
- Ejido la Loma
- Villa Fierro
- Fraccionamiento Lomas del Real
- Chantol
- Adolfo López Mateos
- Buena Vista
- El Bárbol
- El Jacubal
- Las Pitas
- San Juan
- Tantizohuiche
- El Veladero
- Las Flores
- Nuevo Tambolón
- El Cañón del Taninul
- Ejido Emiliano Zapata
- La Raya
- Palo de Sabino
- Jabalí
- Tierras Blancas
- El Gritadero
- Colonia Eligio Quintanilla
- Salcedo
- Los Jobitos
- San Francisco
- Loma de las Conchas